# Gerhard Feige
Gerhard Feige (Halle (Saale), 19 de novembro de 1951) é bispo católico romano de Magdeburgo.

## Vida
Gerhard Feige estudou após a graduação na escola August Hermann Francke na teologia católica Halle em Erfurt. Em 1 de abril de 1978, ele recebeu em Magdeburg pelo bispo John Brown, a ordenação .
Como vigário, ele trabalhou em Salzwedel e Magdeburg. Ele então trabalhou a partir de 1982 nos Estudos Filosóficos-Teológicos - hoje Faculdade de Teologia Católica da Universidade de Erfurt - como assistente. Depois da sua promoção ao doutorado em teologia em 1988 e uma viagem de estudo de um ano para Roma , ele era um professor de história da igreja primitiva, Patrística e Teologia Ecumênica em Erfurt. Em 1994, foi nomeado Professor de História da Igreja Antiga, Patrologia e Estudos da Igreja Oriental.
Em 19 de julho de 1999, o Papa João Paulo II nomeou o Bispo auxiliar de Gerhard Feige em Magdeburgo e Bispo Titular de Tisedi . Gerhard Feige recebeu a consagração episcopal em 11 de setembro de 1999 pelo bispo Leo Nowak, na Catedral de São Sebastião, em Magdeburg. Como co-consecrators assim ajudou os bispos Joachim Wanke de Erfurt e Paul-Werner Scheele de Würzburg. Seu lema é Vigilate et orate ("assistir e rezar") e vem dissoEvangelho de Mateus ( Mt 26,41  EU ).
Após a demissão do Bispo de Magdeburgo, Leo Nowak foi aceito pelo Papa em 17 de março de 2004 por motivos de idade, o Capítulo da Catedral de Magdeburg escolheu Feige como administrador diocesano para a época da vaga de Sedis .
Em 23 de fevereiro de 2005, o Papa João Paulo II o nomeou sucessor de Leo Nowak como bispo diocesano. A inauguração ocorreu em 16 de abril de 2005, em sua Igreja episcopal de São Sebastião em Magdeburg pelo núncio apostólico, Dom Erwin Josef Ender, e o Metropolitano da província eclesiástica de Paderborn, arcebispo Hans-Josef Becker.
A preocupação especial do bispo é o ecumenismo e, especialmente, a relação com a ortodoxia com forte interesse pessoal para as igrejas uniadas. Já em 1983 recebeu permissão para adorar no rito bizantino (ver Biritualismo ). Desde 1993, pertence à Comissão Conjunta do Metropolita Ortodoxa Grega da Alemanha e à Igreja Católica Romana na Alemanha. Mesmo durante seu tempo de professor, ele regularmente realizou viagens de seminário com estudantes para Lviv na Ucrânia . Veja também Cardeal Ljubomyr Husar, Arcebispo Maior da igreja católica grega unificada com Roma.
Em 1992, a Conferência Episcopal Alemã nomeou Feige como seu delegado à Associação das Igrejas Cristãs na Alemanha. Além disso, o bispo Feige é membro do Grupo de Trabalho Teológico Ecumênico na Alemanha Oriental. Feige foi o novo presidente da Comissão Ecumênica da Conferência Episcopal Alemã desde setembro de 2012 . Ele sucede ao arcebispo Gerhard Ludwig Müller, que foi nomeado Prefeito da Congregação para a Doutrina da Fé e foi reeleito para o cargo de conferência dos bispos no outono de 2016. 
Em 22 de julho de 2014, ele foi nomeado pelo Papa Francisco como membro do Pontifício Conselho para a Promoção da Unidade dos Cristãos. 

## Posições
Em fevereiro de 2014, Feige se solidarizou com as declarações do bispo Stephan Ackermann da diocese de Trier e também pede uma reforma do ensino moral sexual . Era "finalmente o momento de encarar abertamente a realidade imperturbável e ser sensível e justo no espírito de Jesus Cristo por soluções responsáveis e vivificantes". A homossexualidade vivida responsável não deve ser classificada pela igreja como não natural, disse o bispo.

## Links da Web
- Literatura de e sobre Gerhard Feige (em alemão) no catálogo da Biblioteca Nacional da Alemanha
- Cheney, David M. «bishop» (em inglês). Catholic-Hierarchy.org
- Bischof Feige auf der Homepage des Bistums Magdeburg